# 아직은 마흔아홉
《아직은 마흔아홉》은 1990년 10월 15일부터 이듬해 2월 16일까지 방영된 MBC 아침드라마로, 중년 여성들이 겪는 삶의 기쁨하고 갈등, 애환을 그렸다.

## 기획 의도
- 10.1, 4.3, 6.25, 2.28, 3·8 민주의거, 3.15, 4.19, 5.16, 6.3, 10.26, 12.12, 5.17, 5.18, 86 아사안 게임, 6월 민주 항쟁, 88 서울올림픽등을 겪으면서 어느덧 50을 앞두고 있는 두 여고동창생의 인생관을 통해 중년 여성의 상실감, 노년에 대한 불안감을 그린다.[1]
- 각기 다른 삶을 살아온 두 여성의 체험을 통해 고부간의 갈등, 가족 문제, 사회의 가치관을 소재로 했다.[2]
- 두 주부 가족을 중심으로 구성원 간의 세대차, 갈등, 가치관을 통해 진실한 사랑의 의미를 생각해보는 드라마.[3]

## 등장 인물
- 김혜자(박인자 여사) : 이 과장 부인, 만호의 처형, 박인숙 언니

공무원의 아내로 20년 간 시어머니를 모시고 남편과 자식을 뒷바라지해 왔다. 시집살이에서 벗어나 모처럼 자기 시간을 즐기려하지만 전혀 다른 사고방식의 며느리로 맞게 돼 당혹해하는 주부. 다소 신경질적이고 자기 감정에 솔직한 어머니.
- 정혜선(황혜경 여사) : 서 교수 부인, 서민재 어머니

산부인과 전문의로 적극적인 삶을 사나 불행한 결혼생활을 한다. 남편과 별거 중이며 미혼모가 되어 돌아온 딸 때문에 고민한다. 당당하고 활기차 있지만 내면으로는 고독한 어머니.
- 정욱(이 과장) : 박인자 여사 남편, 인숙 형부
- 김무생(서 교수) : 황 여사 남편, 서민재 아버지, 대학 교수
- 양희경(박인숙) : 박인자 여동생, 명준·명우 이모, 만호 부인, 이 과장 처제
- 박광남(만호) : 인숙 남편, 인자 제부
- 하희라(서민재) : 황혜경, 서 교수 부부의 딸. 대학에서 음악을 전공
- 강석우(범세준) : 민재 남자친구, 의사
- 박성미(이명우) : 박인자 여사 장녀
- 박찬환(명우 남편)
- 최유라(신영) :명준 여자친구
- 이재룡(이명준) : 박인자 여사 아들
- 최은숙(신영 모)
- 오미희(정서) : 서 교수 연인
- 김정하
- 한영숙 : 인자 친구 역
- 변소정
- 이승엽(지훈) : 명우 아들

## 참고 사항
- 작가 이금림은 1984년 <물보라>, 1988년 <도시의 흉년> 이후 MBC에서 세 번째로 연속극을 집필했다.
- 1961년 KBS 공채 1기 탤런트 동기인 정혜선과 김혜자는 이 작품을 통해 1974~75년에 방영된 MBC 일일연속극 갈대 이후 15년 만에 공동으로 주연을 맡았고, 주조연의 비중을 고려하지 않는다면 1983년에 방영된 MBC 일일연속극 간난이 이후 7년 만에 재회했으며 이 드라마가 방영될 당시 두 사람은 실제 나이까지 공교롭게 마흔아홉 살이었다.[4]
- 정혜경(정혜선 분)의 주변 인물과 내용이 종전의 멜로드라마가 보여주던 것 같은 도식적인 내용으로 채워진 점, 일하는 여성의 갈등이 제대로 묘사되지 않은 점 등으로 아쉬움을 남겼다.[2]
- 이금림 작가는 이 작품을 끝으로 MBC를 떠났다가 2000년 <당신 때문에>로 MBC 복귀를 했다.
- 하희라는 해당 드라마 이후 계속 MBC 드라마 작품에 출연해 오다가 1993년 1월 종영된 미니시리즈 <억새 바람> 이후 MBC를 떠났다. 1994년 특집극 <생의 한가운데>[5] 외엔 타방송사에서 활동해 왔으며 2006년 아침드라마 <있을 때 잘해!!>로[6] MBC로 복귀를 하였다.